# Bosenská křížová výprava
Bosenská křížová výprava bylo v letech 1235–1241 vojenské tažení Uherského království proti Bosenskému banátu. Výpravu vedl Koloman Haličský. Křižáci se však nedostali dál, než jen do bosenského pohraničí. V té době bylo Uhersko nuceno obrátit svou pozornost opačným směrem proti náhlému vpádu Mongolů. Podnětem k uspořádání výpravy proti Bosně bylo zde rozrostlé heretické hnutí bogomilů, z nichž někteří padli za oběť při násilnostech a upalování iniciovaným dominikány.